# U.S. Post Office Troy

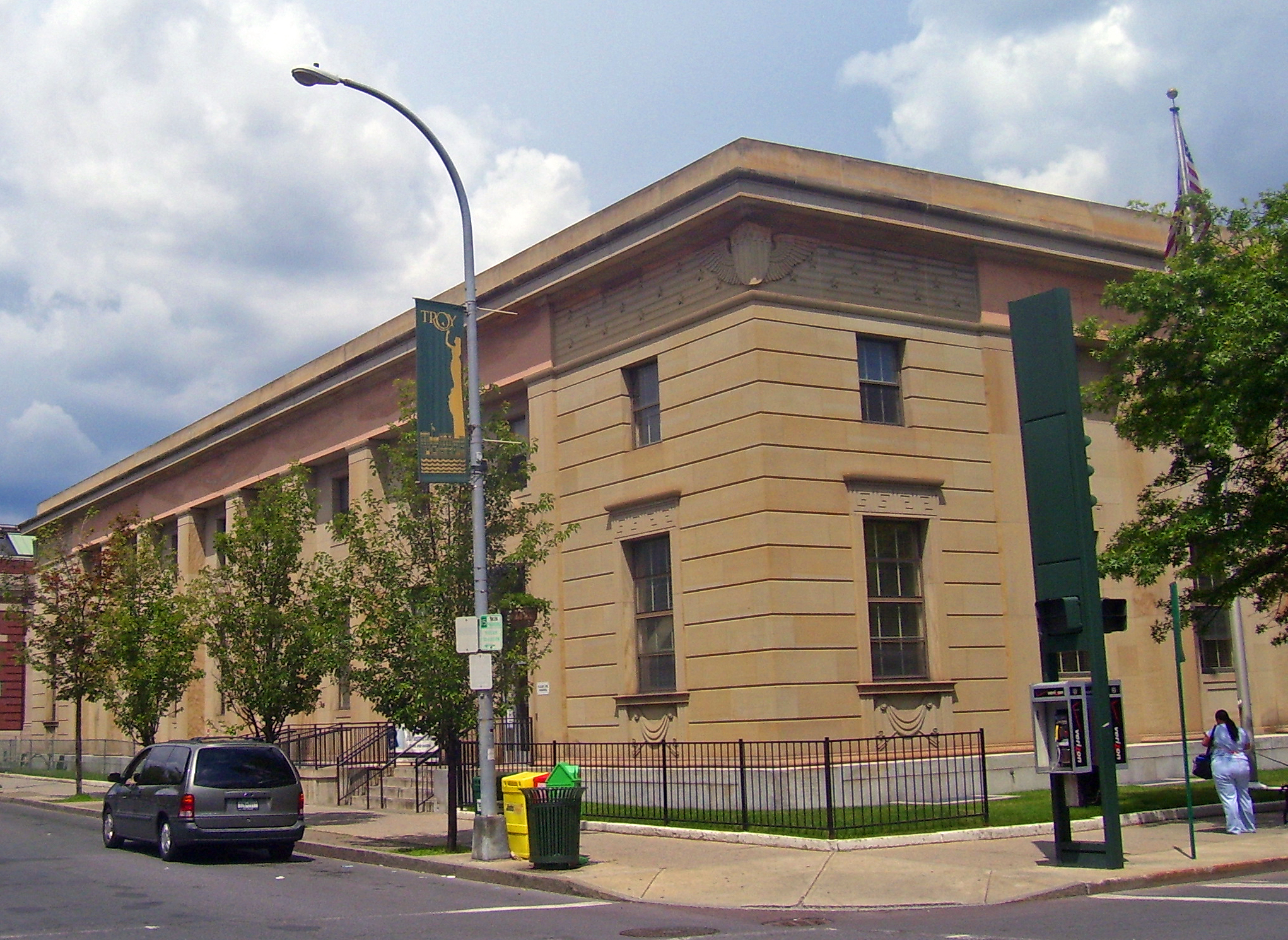
Ansicht von Südwesten (2008)

Das U.S. Post Office Troy ist die Filiale des U.S. Postal Service in Troy, New York. Es befindet sich an der Kreuzung von Broadway, Fourth Street (US 4) und William Street. Es ist historisch das zehnte Gebäude, in welchem das Postamt im Laufe der Stadtgeschichte untergebracht ist. Das Postamt bedient die ZIP Codes 12179 bis 12182. 1989 wurde das Gebäude in das National Register of Historic Places eingetragen und es ist Contributing Property des Central Troy Historic Districts, der einen Großteil des Geschäftszentrums der Stadt umfasst.
Das Gebäude wurde während der Weltwirtschaftskrise als Teil eines umfassenden Arbeitsbeschaffungsprogramms erbaut, um die Wirtschaft anzukurbeln und um Arbeitsplätze zu schaffen. Louis Simon, der damaligen Chefarchitekt des United States Department of the Treasury, verwendete für das Postamt einen Entwurf in einen vereinfachten Neoklassizismus, der ein damals beliebtes Vorgängergebäude ersetzte. Der Maler Waldo Peirce malte in der Schalterhalle 1938 zwei Wandgemälde und machte Troy zu einem von drei in den Vereinigten Staaten, die mit seinen Werken versehen sind.

## Gebäude

### Exterieur

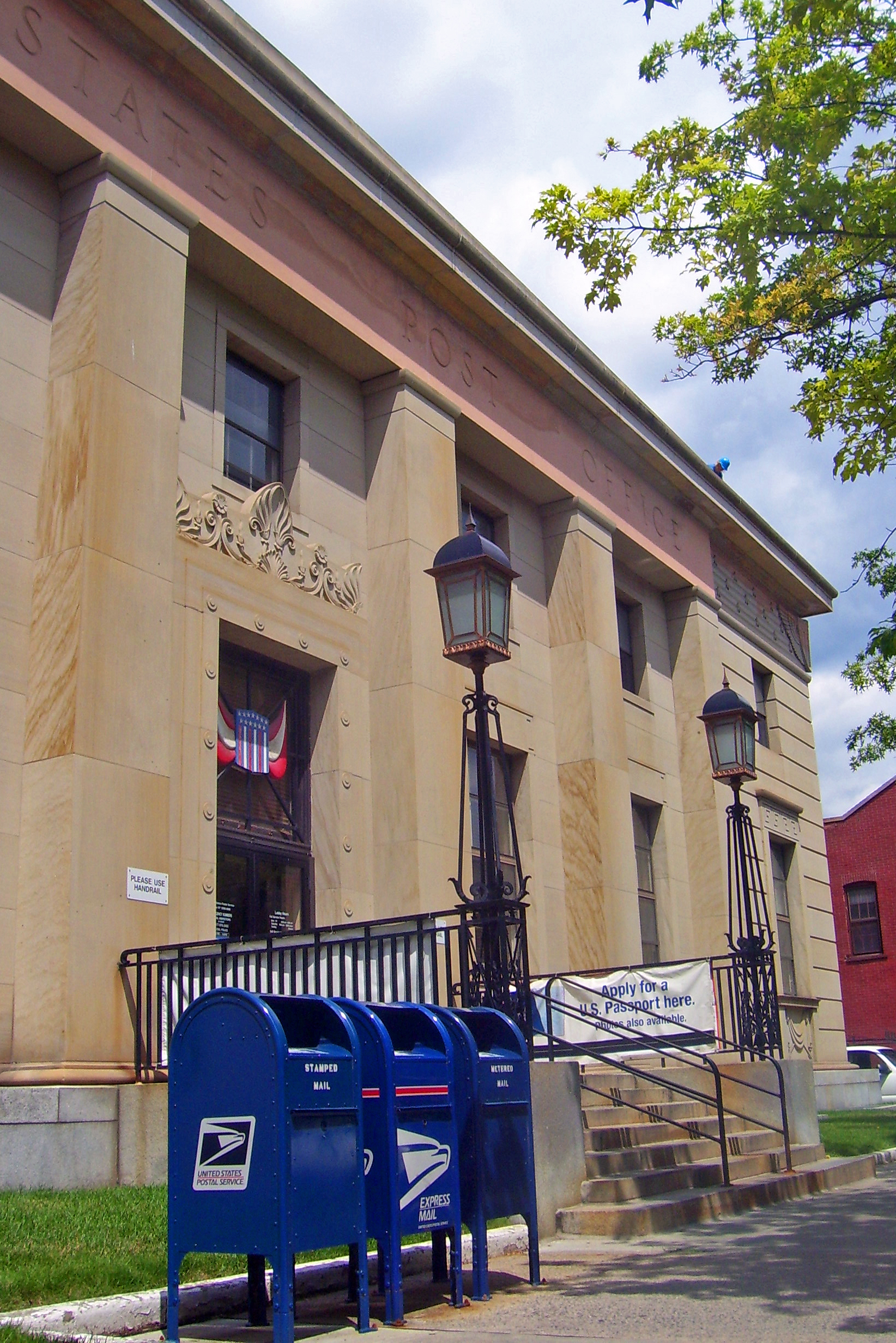
Blick auf den Haupteingang.

Das Postamt ist ein zweistöckiges sieben auf zehn Joche umfassendes Stahlskelettbaugebäude auf einem Granitsockel. An den beiden Hauptfassaden sind die Eingänge von Pilastern über die volle Gebäudehöhe gesäumt, auf denen ein einfacher Fries sitzt. An den Enden ist der Fries verziert, mit abstrakten Sternen und an den Ecken, wo die Oberfläche der Steine von Werkstein auf Rustika übergeht, mit Streifen. Auf der Seite zum Broadway trägt der Fries die Inschrift „UNITED STATES POST OFFICE“ in der Breite des Haupteingangs, der sich unterhalb befindet.
Dieser Haupteingang wird durch einige Granittreppenstufen erreicht. Er ist von Kalkstein umgeben und von ursprünglichen Lampen und Lampenpfosten aus Schmiedeeisen umgeben. Auch die Fenster an den Seiten sind durch dekorativen Kalkstein eingefasst, sie sind wie der Haupteingang und die acht Fenster an der Seite zur Fourth Street zurückgesetzt. Ein Nebeneingang ähnlich zum Haupteingang, jedoch weniger dekoriert, befindet sich zwei Joche vom Broadway entfernt.
Die Fassaden im Norden und Osten sind aus Backstein im amerikanischen Verband gemauert und werden von Kalksteinblöcken abgeschlossen. An der Nordseite ragt ein Teil des Gebäudes aus der Fassade hervor. Darin sind die Einrichtungen der Laderampe integriert. Ein Backsteinkamin sitzt an der nordöstlichen Hausecke auf dem Dach.

### Interieur

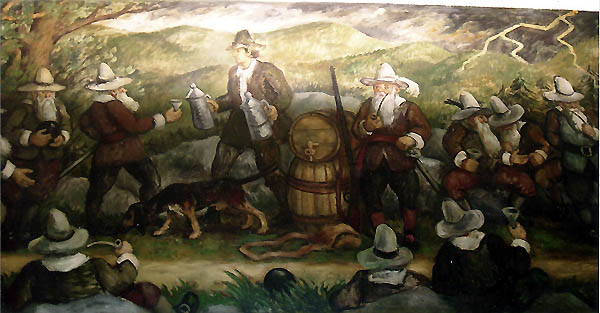
Wandgemälde von Waldo Peirce, das Rip Van Winkle abbildet.

Im Inneren befinden sich entlang der beiden Hauptfassaden zwei miteinander verbundene Eingangshallen. Ein ursprüngliches epoxiertes Aluminium-Vestibül am Haupteingang und eine kleinere Lobby aus Marmor am Nebeneingang öffnen sich in die Schalterhalle, deren Boden aus Terrazzo ist und mit dunkelgrünen Marmorsockeln und weiße Marmorlambris ausgestattet ist. Die gefliesten Wände sind durch vier eingelassene Schalterfenster unterbrochen, die von Pilastern aus Marmor gesäumt werden. Die Möblierung in der Halle ist neueren Datums, die Schalterfenster und die eisernen Blenden darüber und ein Teil der Postfächer sind original.
An beiden Enden der Schalterhalle befindet sich ein Wandgemälde von Waldo Peirce, beide zeigen regionale Themen. Das östlich zeigt Rip Van Winkle und das im Westen trägt den Titel Legends of the Hudson. Peirce hat wenig zur Kunst im öffentlichen Raum beigetragen, nur in zwei weiteren Postämtern (in Westbrook, Maine und Peabody, Massachusetts) gibt es von ihm gefertigte Wandgemälde.

## Geschichte
Troys erstes Postamt wurde 1796 eröffnet, im ersten Jahrzehnt nach der Gründung der Stadt und befand sich im Büro eines Advokaten an der First Street. Während des folgenden Jahrhunderts befand es sich in sieben weiteren Räumlichkeiten im Stadtzentrum, wobei es an den letzten beiden Orten für eine längere Zeit verblieben war, von 1846 bis 1882 im Atheneum Building an der First Street und dann im Masonic Temple an der Third Street bis 1894. Als der Kongress der Vereinigten Staaten 1886 den Bau des ersten Bundesgebäudes in der Stadt beschloss, war das Postamt eine der Bundesbehörden, denen Raum in dem neuen Bauwerk zukommen sollte.
Das Grundstück für den Neubau wurde zum Preis von 99.982 US-Dollar angekauft und der Bau, der 1890 in Angriff genommen wurde, kostete 323.000 US-Dollar. 1894 wurde das aus Granit im neuromanischen Stil gebaute Gebäude eröffnet und der Uhrturm wurde zu einer der herausragendsten Landmarken der Stadt Troy.
1931, als die Weltwirtschaftskrise begann, wurde mit einem Zusatz zum Public Buildings Act von 1926 der Bau von 136 Bauwerken der Post genehmigt, um die wachsende Arbeitslosigkeit zu bekämpfen. Troy war eines davon, das Treasury Department, unter dessen Dach der U.S. Postal Service damals bestand, konnte das Projekt allerdings zunächst nicht beginnen und es musste 1934 neu genehmigt werden.
Die Pläne sahen vor, dass das alte Postamtsgebäude abgerissen wurde und als die Baupläne des Architekten Louis Simon öffentlich wurden, regte sich in Teilen der Bevölkerung Widerstand dagegen, dass das alte Postamt nur vierzig Jahre nach seiner Entstehung abgebrochen werden sollte. Der Widerstand war allerdings nicht ausreichend genug, um das Projekt zu stoppen  und nachdem 154.000 für den Ankauf der zusätzlich benötigten Grundstücksfläche aufgebracht wurden, siedelte das Postamt 1934 in das auf der anderen Straßenseite liegende Hannibal Green Building über, in der es während der Bauzeit betrieben wurde. Steine des alten Bauwerks sind in der Stadt und seiner Umgebung noch heute vereinzelt sichtbar, vor allem als Stützmauern, Zaunpfosten und, in einem Fall, als Grabstein.
Peirce fertigte seine Wandgemälde 1938 an, zwei Jahre nach der Eröffnung des Neubaus. Seitdem wurde der Bau nur wenig modifiziert. Erst in den letzten Jahren wurde im Inneren eine Feuertreppe an der nordwestlichen Ecke hinzugefügt, und eines der ehemaligen Schalterfenster wurde in eine Selbstbedienungsstation umgewandelt. Die ursprünglichen Tische für die Postkunden und die Haupteingangstüren wurden ebenfalls ersetzt.

## Ästhetik
Zum Zeitpunkt des Baus bevorzugte das Finanzministerium den Baustil des Colonial Revival für Gebäude in kleineren Orten und neoklassizistische Bauwerke in größeren Städten. Louis Simon arbeitete zumeist die kleineren Objekte selbst aus und überließ die größeren Projekten vertraglich angeheuerten Architekten, wobei er in Troy von diesem Prinzip abgewichen ist. Sein Gebäude weist auch Einflüsse anderer Baustile auf.
Der Neoklassizismus ist der dominierende Architekturstil und zitiert dabei durch den rechteckigen Grundriss frühe klassizistische öffentliche Bauten des 19. Jahrhunderts. Der Einfluss zeitgenössischer Architektur der Moderne, insbesondere des Art Décos ist an den stilisierten, stromlinienförmigen Ornamenten erkennbar.